# Hrabstwo Roberts (Dakota Południowa)
Hrabstwo Roberts (ang. Roberts County) – hrabstwo w stanie Dakota Południowa w Stanach Zjednoczonych. Obszar całkowity hrabstwa obejmuje powierzchnię 1135,35 mil² (2940,54 km²). Według szacunków United States Census Bureau w roku 2009 miało 9933 mieszkańców.
Hrabstwo powstało w 1883 roku. Na jego terenie znajdują się następujące gminy (townships): Agency, Alto, Becker, Bossko, Dry Wood Lake, Easter, Enterprise, Garfield, Geneseo, Goodwill, Grant, Harmon, Hart, Lake, Lawrence, Lee, Lien, Lockwood, Long Hollow, Minnesota, Norway, One Road, Spring Grove, Springdale, Victor.

## Miejscowości
- Claire City
- Corona
- New Effington
- Peever
- Rosholt
- Ortley
- Summit
- Sisseton
- Wilmot
- White Rock

## CDP
- Agency Village
- Goodwill
- Long Hollow